# Génération d'harmoniques élevées
La génération d'harmoniques élevées (HHG, pour l'anglais high harmonic generation) est un processus physique non linéaire au cours duquel une cible (gaz, plasma, échantillon solide ou liquide) est illuminée par une impulsion laser intense. Dans de telles conditions, l'échantillon émettra les harmoniques élevées du faisceau de génération (au-dessus de la cinquième harmonique).
La génération d’harmoniques élevées est une condition préalable à la physique de l’attoseconde.

## Génération d'harmoniques perturbatrices
La génération d'harmoniques perturbatrices est un processus par lequel la lumière laser de fréquence ω et l'énergie photonique ħω peuvent être utilisées pour générer de nouvelles fréquences de lumière. Les fréquences nouvellement générées sont des multiples entiers nω de la fréquence de la lumière d'origine. Ce processus a été découvert pour la première fois en 1961 par Franken et al. en utilisant un laser à rubis, avec du quartz cristallin comme milieu non linéaire.
La génération d'harmoniques dans les solides diélectriques est bien comprise et largement utilisée en physique laser moderne (voir génération de seconde harmonique). En 1967, New et al. observent la première génération de troisième harmonique dans un gaz. Dans les gaz monoatomiques, il n'est possible de produire que des harmoniques impairs pour des raisons de symétrie. La génération d'harmoniques dans le régime perturbatif (champ faible) est caractérisée par une efficacité décroissante rapide avec l'augmentation de l'ordre harmonique. Ce comportement peut être compris en considérant un atome absorbant n photons puis émettant un seul photon de haute énergie. La probabilité d'absorber n photons diminue à mesure que n augmente, ce qui explique la diminution rapide des intensités harmoniques initiales.

## Développement
La première génération d'harmoniques élevées a été observée en 1977 lors de l'interaction d'impulsions laser CO2 intenses avec le plasma généré à partir de cibles solides. Le HHG dans les gaz, dont l'application est beaucoup plus répandue aujourd'hui, a été observé pour la première fois par McPherson et ses collègues en 1987, et plus tard par Ferray et al. en 1988, avec des résultats surprenants : on a constaté que les harmoniques élevées diminuaient en intensité aux ordres faibles, comme prévu, mais on a ensuite observé qu'elles formaient un plateau, l'intensité des harmoniques restant approximativement constante sur de nombreux ordres. Des harmoniques de plateau couvrant des centaines d'eV ont été mesurées et s'étendent jusqu'au régime des rayons X dits «mous»,. Ce plateau se termine brusquement à une position appelée «coupure harmonique élevée».

## Propriétés
Les harmoniques élevées présentent un certain nombre de propriétés intéressantes. Il s'agit d'une source modulable de rayons X UV /X «mous», synchronisée avec le laser d'entraînement et produite avec le même taux de répétition. La coupure harmonique varie linéairement avec l'augmentation de l'intensité du laser jusqu'à l'intensité de saturation I où la génération d'harmoniques s'arrête. La saturation peut être augmentée en changeant les espèces atomiques en gaz nobles plus légers, mais ceux-ci ont une efficacité de conversion plus faible, il y a donc un équilibre à trouver en fonction des énergies photoniques requises.
La génération d'harmoniques élevées dépend fortement du champ laser d'entraînement et, par conséquent, les harmoniques ont des propriétés similaires. Les harmoniques élevées sont souvent générées avec des durées d'impulsion plus courtes que celles du laser d'entraînement. Cela est dû à la non-linéarité du processus de génération, à l’adaptation de phase et à l’ionisation. Souvent, les harmoniques ne sont produites que dans une très petite fenêtre temporelle lorsque la condition d'adaptation de phase est remplie. L'épuisement d'un milieu «générateur» – dû à l'ionisation – signifiera également que la génération d'harmoniques sera principalement confinée au bord d'attaque de l'impulsion motrice.
Les harmoniques élevées sont émises de manière colinéaire avec le laser d'entraînement et peuvent avoir un confinement angulaire très serré, parfois avec moins de divergence que celle du champ fondamental et des profils de faisceau presque gaussiens.

## Approche semi-classique
L'énergie photonique maximale pouvant être produite avec une génération harmonique élevée est donnée par la coupure du plateau harmonique. Cela peut être calculé de manière classique en examinant l’énergie maximale que l’électron ionisé peut gagner dans le champ électrique du laser. L'énergie de coupure est donnée par : 
{\displaystyle E_{\mathrm {max} }=I_{p}+3.17\ U_{p}}
où Up est l'énergie pondéromotrice du champ laser et Ip est le potentiel d'ionisation.
Cette énergie de coupure est dérivée d’un calcul semi-classique, souvent appelé modèle en trois étapes. L'électron est initialement traité mécaniquement quantiquement lorsqu'il s'ionise par effet tunnel à partir de l'atome parent, mais sa dynamique ultérieure est traitée de manière classique. On suppose que l'électron naît dans le vide avec une vitesse initiale nulle et qu'il est ensuite accéléré par le champ électrique du faisceau laser.

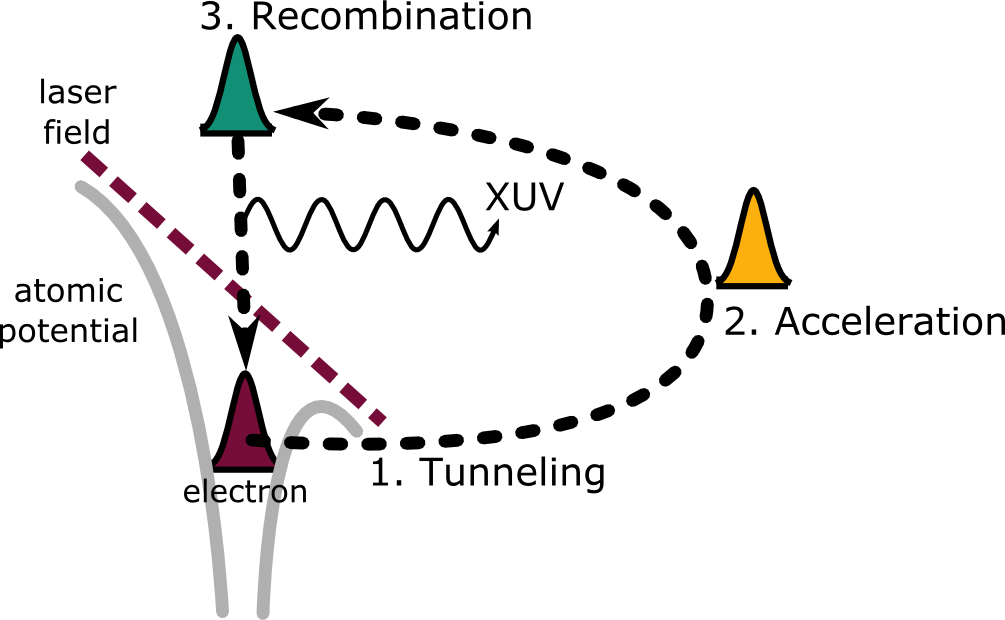
Modèle en trois étapes : 1. l'électron est canalisé ; 2. accélération ; 3. recombination.

Un demi-cycle optique après l'ionisation, l'électron inversera sa direction lorsque le champ électrique changera de signe et accélérera vers le noyau parent. Lors de son retour au noyau parent, il peut alors émettre un rayonnement de type Bremsstrahlung lors d'un processus de recombinaison avec l'atome lorsqu'il revient à son état fondamental. Cette description est devenue connue sous le nom de modèle de recollision de génération d'harmoniques élevées.
Comme la fréquence du rayonnement émis dépend à la fois de l'énergie cinétique et du potentiel d'ionisation, les différentes fréquences sont émises à des temps de recombinaison différents (c'est-à-dire que l'impulsion émise est chirpée). De plus, pour chaque fréquence, il existe deux temps de recombinaison correspondants. Nous appelons ces deux trajectoires la trajectoire courte (qui est émise en premier) et la trajectoire longue.

## Adaptation de phase
Comme dans tout processus non linéaire, l’adaptation de phase joue un rôle important dans la génération d’harmoniques élevées en phase gazeuse. Dans la géométrie à focalisation libre, les quatre causes de décalage du vecteur d'onde sont : dispersion neutre, dispersion du plasma, phase de Gouy et phase dipolaire,.
La dispersion neutre est causée par les atomes tandis que la dispersion plasmatique est due aux ions, et les deux ont des signes opposés. La phase de Gouy est due au saut de phase du front d'onde à proximité du foyer et varie le long de celui-ci. Enfin, la phase dipolaire résulte de la réponse atomique dans le processus HHG. Lors de l'utilisation d'une géométrie de jet de gaz, les conditions optimales pour générer des harmoniques élevées émises à partir de trajectoires courtes sont obtenues lorsque le gaz générateur est situé après le foyer, tandis que la génération d'harmoniques élevées à partir d'une longue trajectoire peut être obtenue hors axe lorsque le gaz générateur est situé avant le foyer.
En outre, la mise en œuvre d'une géométrie de focalisation lâche pour le champ moteur permet à un plus grand nombre d'émetteurs et de photons de contribuer au processus de génération et, par conséquent, d'améliorer le rendement harmonique. Lors de l'utilisation d'une géométrie à jet de gaz, la focalisation du laser dans le disque de Mach peut augmenter l'efficacité de la génération d'harmoniques.
Plus généralement, dans la région spectrale des rayons X, les matériaux ont un indice de réfraction très proche de 1. Pour équilibrer le décalage de phase, {\displaystyle \Delta k=k_{q}-qk_{L}}, nous devons trouver de tels paramètres dans l'espace de grande dimension qui rendront effectivement l'indice de réfraction combiné à la longueur d'onde du laser d'entraînement proche de 1.
Pour atteindre des niveaux d'intensité susceptibles de fausser le potentiel de liaison d'un atome, il est nécessaire de focaliser le faisceau laser de commande. Cela introduit des termes de dispersion affectant le décalage de phase, en fonction de la géométrie spécifique (propagation d'ondes planes, focalisation libre, guide d'ondes à noyau creux, etc.) En outre, au cours du processus de génération d'harmoniques élevées, les électrons sont accélérés et certains d'entre eux retournent à leur ion parent, ce qui donne lieu à des salves de rayons X. Cependant, la majorité de ces électrons sont accélérés et retournent à leur ion parent. Cependant, la majorité de ces électrons ne reviennent pas et contribuent à la dispersion des ondes copropagatives. Les électrons qui reviennent sont porteurs de la phase due aux processus d'ionisation, de recombinaison et de propagation. En outre, les atomes ionisés peuvent influencer l'indice de réfraction du milieu, ce qui constitue une autre source de dispersion.
Le décalage de phase (> La vitesse de phase 0 du laser est plus rapide que celle des rayons X) peut être représentée comme suit :